# Râmeț (gmina)
Râmeț – gmina w Rumunii, w okręgu Alba. Obejmuje miejscowości Boțani, Brădești, Cheia, Cotorăști, Florești, Olteni, Râmeț, Valea Făgetului, Valea Inzelului, Valea Mănăstirii, Valea Poienii, Valea Uzei i Vlădești. W 2011 roku liczyła 574 mieszkańców. 